# 11498 Julgeerts
11498 Julgeerts este un asteroid din centura principală de asteroizi.

## Descriere
11498 Julgeerts este un asteroid din centura principală de asteroizi. A fost descoperit pe 3 aprilie 1989 la Observatorul La Silla de Eric Walter Elst. El prezintă o orbită caracterizată de o semiaxă mare de 2,76 ua, o excentricitate de 0,15 și o înclinație de 2,3° în raport cu ecliptica.